# Санту-Алейшу-да-Рештаурасан
Санту-Алейшу-да-Рештаурасан (порт.  Santo Aleixo da Restauração) - фрегезия (район) в муниципалитете Мора округа Бежа в Португалии. Территория – 179,53 км². Население – 842 жителей. Плотность населения – 4,7 чел/км².